# Imigração, Refugiados e Cidadania do Canadá
Imigração, Refugiados e Cidadania do Canadá (IRCC; em francês: Immigration, Réfugiés et Citoyenneté Canada; em inglês: Immigration, Refugees and Citizenship Canada) é o departamento do Governo do Canadá com responsabilidade por assuntos relativos à Imigração para o Canadá, Refugiados e à cidadania canadense. O departamento foi criado em 1994, após uma reorganização.

## Organização
O Relatório de Resultados Departamentais (2018–2019) informou que, atualmente, 7.414 equivalentes de tempo integral estão empregados no IRCC. O mesmo relatório aponta que o IRCC planeja ter 7.378 equivalentes de tempo integral em 2019–2020 e 7.304 em 2020–2021.

### Estrutura organizacional
| Cargo                                                                   | Nome                                           |
| ----------------------------------------------------------------------- | ---------------------------------------------- |
| Ministro da Imigração, Refugiados e Cidadania                           | Marc Miller                                    |
| Ministro Adjunto                                                        | Dr. Harpreet S. Kochhar                        |
| Ministro Adjunto Associado                                              | Scott Harris                                   |
| Subsecretário Assistente, Política Estratégica e Programática           | Marian Campbell-Jarvis (2020 até o presente)   |
| Subsecretário Assistente Associado, Política Estratégica e Programática | Natasha Kim                                    |
| Subsecretário Assistente, Operações                                     | Daniel Mills                                   |
| Subsecretário Assistente Associado, Operações                           | Vaga                                           |
| Subsecretário Assistente, Transformação                                 | Zaina Sovani (dezembro de 2017 até o presente) |
| Subsecretário Assistente, Diretor Financeiro                            | Vaga                                           |

### Mandato, papel e objetivo
O mandato do Imigração, Refugiados e Cidadania do Canadá está especificado na Lei do Departamento de Cidadania e Imigração. O Ministro do IRCC administra a Lei de Cidadania de 1977 e suas subsequentes alterações. O Ministro do IRCC trabalha em estreita colaboração com o Ministro da Segurança Pública na administração da Lei de Proteção à Imigração e aos Refugiados.
O IRCC, juntamente com seus parceiros, tem a responsabilidade de realizar "a triagem de potenciais residentes permanentes e temporários para proteger a saúde, segurança e integridade dos canadenses." A emissão e o controle de passaportes canadenses e outros documentos de viagem que facilitam o deslocamento de cidadãos canadenses, residentes permanentes e pessoas protegidas também estão sob a responsabilidade do IRCC.
Em colaboração com seus parceiros, o IRCC continuará a trabalhar para construir um "Canadá mais forte" por meio de programas e serviços destinados a ajudar os recém-chegados a se integrarem com sucesso e a viver plenamente o modo de vida canadense, maximizando suas habilidades para contribuir na construção de comunidades melhores. Pretende incutir neles os valores, deveres e responsabilidades como novos canadenses, sem preconceito, independentemente de sua raça ou crenças religiosas. Além disso, busca avançar em suas atividades e políticas de imigração e humanitárias.
O objetivo do IRCC é ser fundamental na construção de um Canadá mais forte por meio da imigração, continuando seus esforços humanitários reconhecidos mundialmente. A visão é solidificar a meta de criar uma agenda econômica estável, bem como um panorama social e cultural consistente.

## História
Antes do estabelecimento da Lei de Naturalização de 1947, as pessoas nascidas no Canadá, bem como aquelas que se naturalizavam como canadenses, independentemente de seu país de origem, eram todas categorizadas como Sujeito britânico. Portanto, nessa época, "cidadão" e "cidadania" referiam-se às pessoas que viviam no Canadá, e não necessariamente àquelas que possuíam o status formal de cidadania canadense.
Quando a Lei de Cidadania foi implementada, ela formalizou o sentimento de nacionalismo e a identidade canadense entre seus cidadãos. Sob os Atos da América do Norte Britânica de 1867, as responsabilidades relativas à imigração eram compartilhadas pelo governo federal e pelos governos provinciais/territoriais e comissões.
| Título do departamento                                                                                              | Anos de atividade   | Descrição |
| --- | ------------------- | --- |
| Departamento do Interior                                                                                            | 1873 a 1936         | Administrou o programa de colonização do Oeste do Canadá e o desenvolvimento que subsequentemente criou Alberta, Saskatchewan e Manitoba, respectivamente. |
| Departamento de Imigração e Colonização                                                                             | 1917 a 1936         | Este foi o primeiro e original Departamento de Cidadania e Imigração. |
| Departamento de Minas e Recursos                                                                                    | 1936 a 1950         | Em 1950, a administração da imigração foi transferida deste departamento federal, anteriormente vinculado ao Departamento de Cidadania e Colonização. |
| Departamento de Cidadania e Imigração                                                                               | 1950 a 1966         | Durante e após a Segunda Guerra Mundial, algumas agências federais compartilhavam as mesmas funções e responsabilidades na aplicação e administração da política de imigração. Estas foram o Ministério de Minas e Recursos de 1936 a 1949, o Departamento de Cidadania e Imigração de 1950 a 1966 e de 1977 até o presente, o Departamento de Mão-de-Obra e Imigração de 1966 a 1977, e a Comissão Canadense de Emprego e Imigração, criada em 1977. |
| Departamento de Mão-de-Obra e Imigração                                                                             | 1966 a 1977         | Todas as responsabilidades de imigração foram atribuídas a este departamento federal, que também estava sob a alçada do Departamento de Estado para a Cidadania, permanecendo assim até 1991. |
| Departamento de Estado para a Cidadania                                                                             | 1966 a 1991         | O departamento administrava o Departamento de Mão-de-Obra e Imigração até 1991. Ambas as entidades eram responsáveis pela formulação da política de imigração. |
| Departamento de Emprego e Imigração                                                                                 | 1977 a 1991         | |
| Departamento de Multiculturalismo e Cidadania                                                                       | 1991 a 1994         | |
| Departamento de Cidadania e Imigração (título legal); Cidadania e Imigração do Canadá (título aplicado)             | 1994 a 2015         | |
| Departamento de Cidadania e Imigração (título legal); Imigração, Refugiados e Cidadania do Canadá (título aplicado) | 2015 até o presente | O objetivo de adicionar o termo "refugiados" ao título aplicado do departamento é refletir os esforços do Governo do Canadá para responder às questões atuais de refugiados ao redor do mundo. Após as alterações na Ordem do Passaporte Canadense que dissolveram a Passaporte Canadá como agência independente, o IRCC assumiu a responsabilidade pela emissão de Passaporte Canadenses a partir de 1º de julho de 2013.                            |

### Legislações de cidadania e imigração
A legislação sobre imigração e cidadania consiste em leis que estabelecem padrões, políticas e práticas de acordo com a Lei de Cidadania. A seguir, apresenta-se a cronologia das leis canadenses de imigração e cidadania.
| Lei                                                                 | Ano                                                                                    | Descrição |
| ------------------------------------------------------------------- | -------------------------------------------------------------------------------------- | --- |
| Lei de Naturalização                                                | 22 de maio de 1868 – 22 de dezembro de 1946                                            | Todos os canadenses, nascidos dentro ou fora do Canadá, estavam sujeitos à coroa ou "sujeitos britânicos." |
| Lei de Cidadania Canadense                                          | 1º de janeiro de 1947                                                                  | Esta lei legitimou e reconheceu a cidadania canadense. |
| Lei de Cidadania                                                    | 15 de fevereiro de 1977                                                                | Esta lei reconheceu a dupla cidadania e aboliu o "tratamento especial" aos sujeitos britânicos. |
| Lei que altera a Lei de Cidadania (Projeto de Lei C-14)             | 23 de dezembro de 2007                                                                 | Uma lei que estabeleceu que crianças adotadas adquirirão automaticamente a cidadania canadense sem passar pela etapa de solicitação de residência permanente. |
| Lei que altera a Lei de Cidadania (Projeto de Lei C-37)             | 17 de abril de 2009                                                                    | Uma lei destinada a limitar o privilégio da cidadania apenas à primeira geração e que concedeu aos cidadãos canadenses a oportunidade de readquirir sua cidadania, revogando, assim, disposições da legislação anterior.                                                   |
| Fortalecimento da Lei de Cidadania Canadense (Projeto de Lei C-24). | Sancionada pelo monarca: 19 de junho de 2014; Entrou em vigor: 11 de junho de 2015     | A lei contém uma série de emendas legislativas para aprimorar ainda mais o programa de cidadania. |
| Lei que altera a Lei de Cidadania (Projeto de Lei C-6)              | 19 de junho de 2017 (Sancionada pelo monarca); 11 de outubro de 2017 (Entrou em vigor) | Esta lei dará à pessoa "apátrida" a oportunidade de ser agraciada com a cidadania canadense, considerando a "apatridia" como fundamento legal para a concessão desse privilégio. Esta é apenas uma das várias mudanças incluídas nesta nova alteração da Lei de Cidadania. |

## Instalações
O IRCC opera uma ampla rede de "Centros de Cidadania e Imigração" por todo o Canadá, como Centros de Processamento de Casos (CPCs), Escritórios de Atendimento Centralizado (CIOs) e Centros de Apoio Operacional (OPCs), bem como um número significativo de embaixadas, altas comissões e consulados no exterior.

### Doméstico
| Tipo                                                                      | Localização          | Descrição |
| ------------------------------------------------------------------------- | -------------------- | --- |
| Centro de Processamento de Casos                                          | Edmonton, Alberta    | Foca no processamento de vistos de residentes temporários, desde a extensão da data de validade, vistos de estudante até solicitações para residência permanente de pessoas protegidas, refugiados, cuidadores residentes e trabalhadores sob o programa "Cuidando de Crianças e Cuidando de Pessoas com Necessidades Médicas Elevadas", além de processar taxas para o direito à residência permanente.                                                                           |
| Centro de Processamento de Casos                                          | Mississauga, Ontário | Aceita todas as solicitações para o programa de patrocínio familiar, tanto dentro quanto fora do Canadá. |
| Centro de Processamento de Casos                                          | Ottawa, Ontário      | Responsável pelo processamento de vistos de visitante apenas dentro do Canadá, restrito a trabalhadores estrangeiros temporários e vistos de estudante que atendam aos requisitos de status válido. O CPC-O processa solicitações de residentes permanentes no Canadá e dos Estados Unidos da América que satisfazem os requisitos conforme os procedimentos padrão estabelecidos pelo centro de processamento de casos em Mississauga e pelo escritório de atendimento em Sydney. |
| Centro de Processamento de Casos e Escritório de Atendimento Centralizado | Sydney, Nova Escócia | Responsável pela emissão de cartões de residência permanente para titulares pela primeira vez, bem como pelas renovações. Seu escritório de atendimento processa todas as solicitações para todos os tipos de vistos de trabalho e para programas de indicação provincial em todo o Canadá. O escritório da Nova Escócia também é responsável pelo processamento de todos os tipos de solicitações de cidadania.                                                                   |
| Centro de Apoio Operacional                                               | Ottawa, Ontário      | Atua especificamente em solicitações de autorizações de trabalho para Experiência Internacional, "Verificação de Status ou VOS", solicitações online de residentes temporários, substituição de documentos de residentes temporários e alterações de documentos de imigração. |

### Internacional
As embaixadas e os escritórios consulares canadenses ao redor do mundo desempenham um papel importante na proteção dos seus cidadãos enquanto estão no exterior. Há países identificados em diferentes regiões do globo que estão estrategicamente localizados e servem como centros de processamento de casos para solicitações de visto de estudantes, residentes temporários, visitantes, refugiados e imigrantes admitidos.
Serviço Canadá é responsável por algumas das operações de campo internas do departamento, enquanto a Agência de Serviços de Fronteira do Canadá controla a fiscalização e o controle de entrada nos pontos de entrada.
O IRCC continua responsável pelo estabelecimento de políticas e pelo processamento de vistos para residentes permanentes e temporários, proteção de refugiados e solicitações de cidadania.

## Leis e regulamentos
O Imigração, Refugiados e Cidadania do Canadá foi criado e é orientado pelos princípios estabelecidos em leis canadenses específicas. A Carta Canadense dos Direitos e Liberdades é a sua luz orientadora na aplicação das políticas e leis de imigração, bem como na preservação dos direitos humanos. A lista abaixo de leis e regulamentos destaca os princípios orientadores para as operações do IRCC e suas interações com outras organizações, tanto no Canadá quanto no exterior.

### Leis
Enumeradas abaixo estão as leis que são utilizadas e aplicadas em qualquer circunstância relacionada à imigração, aos refugiados e à cidadania canadense.
| Lei                                                    | Descrição |
| ------------------------------------------------------ | --- |
| Lei Canadense de Multiculturalismo                     | Protege o patrimônio de cada cidadão para exercer a liberdade de religião, opinião, consciência e o uso das línguas oficiais, entre outros.                                                          |
| Lei de Cidadania                                       | Define e identifica as pessoas que vivem no Canadá como cidadãos canadenses em circunstâncias legais, como cidadão nato ou naturalizado.                                                             |
| Lei do Departamento de Cidadania e Imigração           | A lei que criou este departamento do governo federal para supervisionar as operações de imigração e cidadania.                                                                                       |
| Lei de Administração Financeira                        | Uma disposição criada para orientar a gestão financeira no Governo do Canadá, aplicável a todas as suas agências federais, das quais o Imigração, Refugiados e Cidadania do Canadá é uma delas.      |
| Lei de Proteção à Imigração e aos Refugiados (IRPA)    | Criada para as políticas de imigração canadense e disposições para proteger pessoas que buscam refúgio no Canadá, que estão sendo perseguidas, são apátridas e cujas vidas estão em perigo iminente. |
| Lei dos Fundos Rotativos                               | Sob o Fundo Consolidado de Receita, o Ministro da Cidadania e Imigração pode utilizar esta lei para serviços de passaportes e documentos de viagem relacionados, tanto no Canadá quanto no exterior. |
| Lei de Taxas de Usuário                                | Uma lei que trata das taxas de usuário. |
| Lei do Colégio de Consultores de Imigração e Cidadania | A lei que criou o Colégio, o único órgão regulador autorizado a governar a profissão de consultores de imigração e cidadania. Em vigor desde dezembro de 2020.                                       |

### Regulamentos
Os regulamentos canadenses são promulgados pelo Parlamento do Canadá e executados conforme previsto na lei. Geralmente, os regulamentos são conjuntos de regras com força de lei, podendo ser mais detalhados – incluindo definições, requisitos de licenciamento, especificações de desempenho, isenções, formulários, etc. As leis que regem o IRCC são complementadas por esses conjuntos de regulamentos.
| Regulamento | Descrição |
| --- | --- |
| Regras da Divisão de Adjudicação | Conjunto de regras a serem seguidas, em qualquer circunstância, pela Divisão de Adjudicação do Conselho de Imigração e Refugiados (IRB), conforme criado pelo Presidente do IRB, em conjunto com o Diretor-Geral da Divisão de Adjudicação, o Vice-Presidente da Divisão de Determinação de Refugiados da Convenção e o Vice-Presidente da Divisão de Apelação de Imigração.      |
| Regulamentos de Cidadania | Regras relativas à Lei de Cidadania. |
| Ordem do Passaporte Canadense | Disposição relativa à capacidade de um cidadão canadense de solicitar documentos de viagem, como o passaporte canadense. Esta ordem é prevista na Lei de Cidadania. |
| Regras da Divisão de Determinação de Refugiados da Convenção | Regula "as atividades, práticas e procedimentos na Divisão de Determinação de Refugiados da Convenção do Conselho de Imigração e Refugiados." |
| Regras dos Tribunais Federais de Cidadania, Imigração e Proteção aos Refugiados                                                                                           | Habilitadas pela Lei de Proteção à Imigração e aos Refugiados (IRPA), abrangendo as práticas e os procedimentos para solicitação de permissão, revisão judicial e apelações através do Chefe de Justiça do Tribunal Federal do Canadá. |
| Regulamentos sobre Propriedade Estrangeira de Terras | Regulados pela Lei de Cidadania e pela Lei de Propriedade Agrícola e Recreativa de Terras de Alberta, referindo-se, em geral, ao direito de um estrangeiro possuir propriedades rurais. |
| Regulamentos de Proteção à Imigração e aos Refugiados | Conjunto de disposições, de acordo com a Lei de Administração Financeira e a IRPA, que regem todos os aspectos dos procedimentos de imigração e de proteção aos refugiados. |
| Regras da Divisão de Apelação de Imigração | Aplicadas quando são feitas apelações durante as fases da solicitação de imigração em que o pedido é recusado ou negado, para que a apelação seja reavaliada. |
| Regras da Divisão de Imigração | Estas regras – tais como as aplicáveis a audiências de admissibilidade, revisão de detenção ou ambas – são observadas quando um requerente de imigração se enquadra em alguma dessas categorias ou enfrenta impedimentos legais, permitindo que o Ministro da Imigração, Refugiados e Cidadania solicite à divisão a realização de uma audiência e dos procedimentos pertinentes. |
| Regras do Juramento ou Afirmação Solene de Cargo (Conselho de Imigração e Refugiados)                                                                                     | Formato impresso do juramento que proclama o compromisso de respeitar as funções e obedecer às regras enumeradas no juramento. |
| Ordem que Designa o Ministro da Cidadania e Imigração como o Ministro responsável pela administração dessa Lei                                                            | Uma ordem para que o Ministro do IRCC administre a Lei de Proteção à Imigração e aos Refugiados. |
| Ordem que Estabelece as Responsabilidades Respectivas do Ministro da Cidadania e Imigração e do Ministro da Segurança Pública e Preparação para Emergências Segundo a Lei | A ordem dirigida tanto ao Ministro do IRCC quanto ao Ministro da Segurança Pública e Preparação para Emergências que define suas responsabilidades conforme estabelecido na Lei. |
| Regulamentos de Proteção das Informações dos Passageiros | Conjunto de regras aplicáveis à Agência de Serviços de Fronteira do Canadá em apoio à proteção da segurança nacional e da segurança pública. |
| Regras da Divisão de Apelação de Refugiados | Um regulamento habilitado pela IRPA que impõe as regras aplicáveis em casos de refugiados que buscam apelação. |
| Regras da Divisão de Proteção aos Refugiados | Os conjuntos de regras orientadoras administrados por esta divisão. |
| Regulamentos que Designam um Órgão para os Fins do Parágrafo 91(2)(c) da Lei de Proteção à Imigração e aos Refugiados                                                     | Regulamento que designa devidamente o Conselho Regulador dos Consultores de Imigração do Canadá (ICCRC) e seus membros para atuarem como representantes de qualquer pessoa que solicite procedimentos de imigração. O membro deve estar qualificado de acordo com os padrões estabelecidos pelo órgão regulador.                                                                  |

## Financiamento
O Relatório de Resultados Departamentais para 2018–2019 informou que o valor efetivamente gasto pelo IRCC foi de Can$2 403 858 757. O orçamento foi utilizado em diversos programas de imigração.
Como parte de uma iniciativa denominada "Programa de Assentamento e Programa de Assistência para Reassentamento", formulários de solicitação atualizados são disponibilizados online pelo IRCC para oportunidades de financiamento destinadas a organizações de assentamento em todo o Canadá. Este programa apoia parceiros na prestação de serviços que possibilitem transições suaves para o assentamento de recém-chegados. Os serviços podem variar desde o desenvolvimento de habilidades linguísticas em ambas as línguas oficiais (inglês e francês), oportunidades de emprego baseadas na formação e competências dos recém-chegados. As quatro áreas de foco do programa são:
1. "informação e orientação;"
2. "treinamento linguístico e desenvolvimento de habilidades;"
3. "acesso ao mercado de trabalho;" e
4. "comunidades acolhedoras."

O IRCC também financia o Programa de Assistência para Reassentamento de Refugiados (RAP) ao custear, individualmente ou para famílias, os requerentes de asilo na busca por acomodações temporárias ao chegarem ao Canadá e, eventualmente, na localização de um local permanente para residir, auxiliando na aquisição das necessidades básicas diárias e fornecendo suporte para o desenvolvimento de habilidades gerais para a vida.
O Governo do Canadá acolheu 25.000 refugiados sírios até o final de fevereiro de 2016 e também participou do financiamento deste compromisso, abrindo portas para esse grupo específico de refugiados. Os refugiados ingressaram no país por meio de três diferentes esquemas de imigração para refugiados e receberam até 6 meses de auxílio financeiro até que pudessem se sustentar plenamente:
1. Refugiados Patrocinados Privadamente (RPP), que foram financeiramente apoiados por cidadãos ou organizações privadas;
2. Refugiados Assistidos pelo Governo (RAG), financiados pelo IRCC por meio do RAP de Refugiados; e
3. Refugiados Indicados por Escritórios de Visto Mistos (BVORs), um tipo de refugiado classificado pela Nações Unidas dos Direitos Humanos e, posteriormente, associado a patrocinadores privados canadenses.

## Comissão de Cidadania
No âmbito do Imigração, Refugiados e Cidadania do Canadá, a Comissão de Cidadania é responsável pela administração das concessões de cidadania para novas solicitações consideradas admissíveis à cidadania canadense. Composta por Juiz de Cidadanias por todo o Canadá, o mandato da Comissão é administrar o Juramento de Cidadania; processar e aprovar as solicitações de cidadania que atendam aos requisitos de residência; educar os novos cidadãos sobre suas responsabilidades civis como novos canadenses; e "promover a cidadania nas comunidades."
As decisões serão tomadas de acordo com as circunstâncias individuais de cada solicitação, fazendo com que cada juiz de cidadania seja único e "tomador de decisões independente." Contudo, suas decisões estão sujeitas à revisão judicial pelos requerentes de cidadania e pelo Ministro do IRCC. Os juízes de cidadania devem seguir os princípios estabelecidos pelo direito administrativo e pela justiça natural, bem como pela Lei de Cidadania, pelos Regulamentos de Cidadania e outros precedentes relevantes aplicáveis a cada caso.

### Juízes de Cidadania
Os Juiz de Cidadanias são obrigados a cumprir o mandato estabelecido pela Comissão de Cidadania segundo a Lei de Cidadania e os Regulamentos de Cidadania. Eles realizam a avaliação das solicitações de cidadania, garantindo que os requerentes atendam aos requisitos necessários, como o de residência; administram o Juramento de Cidadania durante as cerimônias, revisam os direitos, privilégios e deveres de um cidadão canadense, conduzem audiências e emitem decisões por escrito dentro do prazo estipulado pelo regulamento. Ainda, espera-se que mantenham a integridade do processo de solicitação de cidadania.
A seguir, encontram-se os juízes de cidadania atualmente em exercício, a partir de 1º de novembro de 2018:
- Suzanne Carrière
- Hardish Dhaliwal
- Carol-Ann Hart
- Rochelle Ivri
- Joan Mahoney
- Marie Senécal-Tremblay
- Rania Sfeir
- Rodney Simmons
- Maj. Claude Villeneuve
- Albert Wong